# Cerco de Alcácer do Sal (1217)
O Cerco de Alcácer do Sal deu-se no ano de 1217. 
O castelo de Alcácer do Sal era uma fortalesa muito importante para os Almoadas pois servia para controlar
as ofensivas Muçulmanas em direcção a Lisboa assim como impedia o avanço cristão em
direcção ao sul. Para Lisboa era um perigo ter os inimigos ali tão perto. D. Afonso II decidiu reconquistar Alcácer do Sal para assim abrir caminho para o Algarve. A iniciativa contou com o apoio dos militares da 5.ª Cruzada, que subiram o rio Sado, enquanto as tropas portuguesas avançaram por terra.
No fim de Julho de 1217 iniciou-se o cerco ao castelo pelas forças portuguesas e alguns cruzados. O cerco às muralhas do castelo durou dois longos meses até que, a 18 de outubro de 1217, a guarnição apresentava a rendição. Os muçulmanos resistiram como valentes, pediram reforços que chegaram de Badajoz, Sevilha e Códoba mas em 18 de Outubro tiveram que se render. Para atacar o Algarve só restavam os castelos de Beja e Mértola.  